# Coppa di Serbia 2013-2014 (pallavolo femminile)
La Coppa di Serbia di pallavolo femminile 2013-2014 è stata la 8ª edizione della coppa nazionale di Serbia e si è svolta dal 12 novembre 2013 al 16 febbraio 2014; alla competizione hanno partecipato 16 squadre e la vittoria finale è andata per la quinta volta consecutiva alla Ženski odbojkaški klub Crvena zvezda.

## Regolamento
Alla competizione prendono parte sedici squadre: dieci provenienti dalla Superliga più altre sei proveniente dalla Prva Liga e le altre categorie minori. Le gare degli ottavi di finale si svolgono in gara unica, mentre quelle dei quarti di finale in gare di andata e ritorno. Le quattro squadre vincenti ai quarti si qualificano per la final-four.

## Squadre partecipanti
| - Bor - Dinamo Pančevo - Futog - Jedinstvo Stara Pazova - Jedinstvo Užice - Kolubara - Radnički Belgrado - Radnički Kragujevac | - Smeč 5 - Spartak Subotica - Stella Rossa - Takovo - TENT - Partizan - Vojvodina - Železničar Lajkovac |

## Torneo

### Ottavi di finale
| 13 novembre 2013 - ore 19:30 Hala Breza, Gornji Milanovac                | Takovo                 | 0 - 3 | Partizan            | 10-25, 11-25, 6-25                |
| 12 novembre 2013 - ore 18:00 ?, Bor                                      | Bor                    | 0 - 3 | Spartak Subotica    | 16-25, 9-25, 23-25                |
| 13 novembre 2013 - ore 19:30 Proleterska BB, Futog                       | Futog                  | 2 - 3 | Dinamo Pančevo      | 23-25, 25-21, 19-25, 25-15, 13-15 |
| 13 novembre 2013 - ore 20:00 Dvorana SD Radnički, Belgrado               | Radnički Belgrado      | 0 - 3 | Stella Rossa        | 19-25, 23-25, 17-25               |
| 13 novembre 2013 - ore 20:00 Sportska Hala Jezero, Kragujevac            | Radnički Kragujevac    | 0 - 3 | TENT                | 14-25, 17-25, 11-25               |
| 13 novembre 2013 - ore 13:00 Dvorana SC Slana Bara, Novi Sad             | Vojvodina              | 3 - 2 | Jedinstvo Užice     | 18-25, 25-12, 17-25, 25-19, 15-12 |
| 13 novembre 2013 - ore 19:00 Hala Sportova u Staroj Pazovi, Stara Pazova | Jedinstvo Stara Pazova | 3 - 0 | Železničar Lajkovac | 25-15, 25-15, 25-21               |
| 13 novembre 2013 - ore 17:00 Sala Doma učenika Artem, Kragujevac         | Smeč 5                 | 2 - 3 | Kolubara            | 25-10, 26-28, 25-16, 17-25, 13-15 |

### Quarti di finale

#### Andata
| 24 dicembre 2013 - ore 20:00 Dvorana SLC Kolubara, Lazarevac             | Kolubara               | 0 - 3 | Stella Rossa     | 13-25, 14-25, 16-25               |
| 24 dicembre 2013 - ore 18:00 Hala Sportova u Staroj Pazovi, Stara Pazova | Jedinstvo Stara Pazova | 3 - 2 | Spartak Subotica | 25-17, 22-25, 25-21, 18-25, 15-12 |
| 24 dicembre 2013 - ore 18:00 Dvorana Strelište, Pančevo                  | Dinamo Pančevo         | 0 - 3 | Partizan         | 14-25, 16-25, 9-25                |
| 24 dicembre 2013 - ore 19:00 Hala SKC Obrenovac, Obrenovac               | TENT                   | 3 - 0 | Vojvodina        | 25-21, 26-24, 25-10               |

#### Ritorno
| 27 dicembre 2013 - ore 15:00 Šumice Sport Center, Belgrado       | Stella Rossa     | 3 - 0 | Kolubara               | 25-15, 25-19, 25-13        |
| 26 dicembre 2013 - ore 19:00 Hala Sportova Dudova Šuma, Subotica | Spartak Subotica | 1 - 3 | Jedinstvo Stara Pazova | 23-25, 13-25, 25-18, 20-25 |
| 27 dicembre 2013 - ore 19:00 Sportski centar Vizura, Belgrado    | Partizan         | 3 - 1 | Dinamo Pančevo         | 25-13, 22-25, 25-12, 25-10 |
| 27 dicembre 2013 - ore 16:00 Dvorana SC Slana Bara, Novi Sad     | Vojvodina        | 0 - 3 | TENT                   | 19-25, 25-27, 22-25        |

### Final-four
|  | Semifinali             | Semifinali             | Semifinali |          |              | Finale       | Finale | Finale |  |
|  |                        |                        |            |          |              |              |        |        |  |
|  | TENT                   | TENT                   | 1          |          |              |              |        |        |  |
|  | TENT                   | TENT                   | 1          |          |              |              |        |        |  |
|  | Stella Rossa           | Stella Rossa           | 3          |          |              |              |        |        |  |
|  | Stella Rossa           | Stella Rossa           | 3          |          | Stella Rossa | Stella Rossa | 3      |        |  |
|  |                        |                        |            |          | Stella Rossa | Stella Rossa | 3      |        |  |
|  |                        |                        | Partizan   | Partizan | 2            |              |        |        |  |
|  | Jedinstvo Stara Pazova | Jedinstvo Stara Pazova | Partizan   | Partizan | 2            | 1            |        |        |  |
|  | Jedinstvo Stara Pazova | Jedinstvo Stara Pazova |            |          |              |              |        |        |  |
|  | Partizan               | Partizan               | 3          |          |              |              |        |        |  |

#### Semifinali
| 15 febbraio 2014 - ore 15:30 Šumice Sport Center, Belgrado | TENT                   | 1 - 3 | Stella Rossa | 20-25, 23-25, 26-24, 20-25 |
| 15 febbraio 2014 - ore 18:30 Šumice Sport Center, Belgrado | Jedinstvo Stara Pazova | 1 - 3 | Partizan     | 28-30, 17-25, 25-18, 21-25 |

#### Finale
| 16 febbraio 2014 - ore 17:00 Šumice Sport Center, Belgrado | Stella Rossa | 3 - 2 | Partizan | 21-25, 25-22, 25-13, 17-25, 15-13 |